# إرنست فون غلاسيرسفيلد
إرنست فون غلاسيرسفيلد (8 مارس 1917، ميونيخ - 12 نوفمبر 2010، ليفرت، مقاطعة فرانكلين، ماساتشوستس) كان فيلسوفًا، وأستاذًا فخريًا في علم النفس بجامعة جورجيا، وباحثًا مشاركًا في معهد أبحاث التفكير العلمي، وأستاذًا مساعدًا في قسم علم النفس بجامعة ماساتشوستس أمهرست. كان عضوًا في مجلس أمناء الجمعية الأمريكية للسيبرانية، التي نال منها جائزة ماكولوتش التذكارية عام 1991. وكان عضوًا في المجلس العلمي لمعهد بياجيه في لشبونة. يُعرف غلاسيرسفيلد بتطويره البنائية الجذرية.